# Новиковский сельский совет (Збаражский район)
Новиковский сельский совет (укр. Новиківська сільська рада) — входит в состав
Збаражского района
Тернопольской области
Украины.
Административный центр сельского совета находится в 
с. Новики.

## История
- 1940 — дата образования.

## Населённые пункты совета
- с. Новики
- с. Опреловцы
- с. Чумали